# بحرانی بودن (حالت)
بحرانی‌بودن حالتی در عملکرد راکتور هسته‌ای است که واکنش زنجیره‌ای هسته‌ای خودپایدار است - به‌عبارت دیگر زمانی که واکنش‌پذیری صفر است. در حالت‌های فوق بحرانی، واکنش‌پذیری بزرگتر از صفر است.

## کاربردها
در حالت بحرانی‌بودن سوخت هسته‌ای واکنش زنجیره‌ای شکافت را به‌طور مداوم حفظ می‌کند که درواقع شرایط عادی عملکرد نیروگاه هسته‌ای است. یک راکتور زمانی به‌حالت بحرانی‌بودن می‌رسد (و گفته‌ می‌شود که بحرانی است) که هر شکافت تعداد کافی نوترون برای حفظ سری واکنش‌های هسته‌ای مداوم را آزاد می کند. 
آژانس بین‌المللی انرژی اتمی زمانی که راکتوری برای اولین‌بار به حالت بحرانی بودن می‌رسد را به‌عنوان تاریخ  اولین تاریخ بحرانی بودن تعریف می کند. این نقطه عطف مهمی در ساخت و راه‌اندازی یک نیروگاه هسته‌ای است.

## همچنین ببینید
- حادثه بحرانی
- جرم بحرانی
- انتقاد سریع